# Зозулинська степова ділянка № 2
Зозу́линська степова́ діля́нка № 2 — ботанічна пам'ятка природи місцевого значення в Україні. Розташована на території Заліщицької міської громади Чортківського району Тернопільської області, на північний схід від села Зозулинці, в лісовому урочищі «Зозулинці».
Площа 1 га, статус отриманий 1977 року. Перебуває у віданні ДП «Чортківське лісове господарство» (Наддністрянське лісництво, кв. 58, вид. 23).
Статус надано з метою збереження частини лісового масиву з типовими степовими фітоценозами. Особливо цінними є сон великий і ясенець білий, занесені до Червоної книги України. Місце оселення корисної ентомофауни.
2010 року ввійшла до складу національного природного парку «Дністровський каньйон».